# Exposition Internationale (1937)
Exposition Internationale des Arts et Techniques dans la Vie Moderne eller bare Exposition Internationale var en verdensudstilling afholdt i Paris i 1937. Udstillingen bestod af internationale pavilloner, bygget langs Seinen mellem Pont d'Iéna og Champ-de-Mars ved Eiffeltårnet. 52 lande deltog, og udstillingen havde godt 31 millioner besøgende. Udstillingen er mest kendt for den symbolske konfrontation mellem det Nazistiske Tyskland og den Kommunistiske Sovjetunion.

## Eksterne Henvisninger
- Fakta om Udstillingen fra BIE's hjemmeside Arkiveret 27. oktober 2007 hos  Wayback Machine
- Expostion Internationale de 1937 Arkiveret 24. november 2011 hos  Wayback Machine- Billeder

| Festival | Spire Denne artikel om festivaler og mærkedage er en spire som bør udbygges. Du er velkommen til at hjælpe Wikipedia ved at udvide den. |

48°51′44″N 2°17′18″Ø / 48.86222°N 2.28825°Ø